# Strangalia beierli
Strangalia beierli là một loài bọ cánh cứng trong họ Cerambycidae.